# Lucas Martínez
Lucas Martínez Cristal (Mendoza, 2 maggio 1988) è un hockeista su pista argentino.